# Championnat du Sénégal de football 2003-2004
Navigation
Saison 2002-2003 Saison 2005
La saison 2003-2004 du Championnat du Sénégal de football est la trente-neuvième édition de la première division au Sénégal. Les vingt meilleures équipes du pays sont regroupées au sein d'une poule unique où elles s'affrontent deux fois, à domicile et à l'extérieur. À l'issue du championnat, les quatre derniers du classement sont relégués et remplacés par les deux meilleurs clubs de Division 2, afin de faire repasser le championnat à dix-huit équipes.
C'est l'ASC Diaraf qui remporte le championnat cette saison après avoir terminé en tête du classement final, avec trois points d'avance sur l'AS Douanes et sept sur l'ASEC Ndiambour. C'est le dixième titre de champion du Sénégal de l'histoire du club.
Les deux premiers du classement sont qualifiés pour la Ligue des champions de la CAF tandis que le 3e et le vainqueur de la Coupe du Sénégal obtiennent leur billet pour la nouvelle Coupe de la confédération.

## Les clubs participants
| - ASC Linguère - Compagnie sucrière sénégalaise - ASC Port Autonome - AS Douanes - ASC Jeanne d'Arc - ASFA Dakar - AS Police - ASC Saloum - Promu de Division 2 - US Gorée - Promu de Division 2 - Casa Sport - Promu de Division 2 | - ASC HLM de Dakar - ASC Diaraf - US Rail - Dakar Université Club - SONACOS - ASEC Ndiambour - Stade de Mbour - ASC Khombole - Promu de Division 2 - US Ouakam - Promu de Division 2 - Guédiawaye FC - Promu de Division 2 |

## Compétition
Le barème de points servant à établir les classements se décompose ainsi :
- Victoire : 3 points
- Match nul : 1 point
- Défaite : 0 point

### Classement
| Rang | Équipe                         | Pts | J  | G  | N  | P  | Bp | Bc | Diff |
| ---- | ------------------------------ | --- | -- | -- | -- | -- | -- | -- | ---- |
| 1    | ASC Diaraf                     | 72  | 38 | 20 | 12 | 6  | 54 | 22 | +32  |
| 2    | AS DouanesC                    | 69  | 38 | 19 | 12 | 7  | 37 | 16 | +21  |
| 3    | ASEC Ndiambour                 | 65  | 38 | 19 | 8  | 11 | 29 | 20 | +9   |
| 4    | Dakar Université Club          | 63  | 38 | 18 | 9  | 11 | 41 | 27 | +14  |
| 5    | SONACOS                        | 59  | 38 | 14 | 17 | 7  | 32 | 19 | +13  |
| 6    | Compagnie sucrière sénégalaise | 55  | 38 | 13 | 16 | 9  | 29 | 25 | +4   |
| 7    | US Rail                        | 55  | 38 | 14 | 13 | 11 | 36 | 36 | 0    |
| 8    | US GoréeP                      | 54  | 38 | 13 | 15 | 10 | 32 | 21 | +11  |
| 9    | ASC Jeanne d'ArcT              | 53  | 38 | 13 | 14 | 11 | 41 | 26 | +15  |
| 10   | ASC Port Autonome              | 52  | 38 | 13 | 13 | 12 | 29 | 26 | +3   |
| 11   | Casa SportP                    | 52  | 38 | 15 | 7  | 16 | 23 | 22 | +1   |
| 12   | Guédiawaye FCP                 | 52  | 38 | 12 | 16 | 10 | 35 | 38 | -3   |
| 13   | ASC HLM de Dakar               | 51  | 38 | 11 | 18 | 9  | 26 | 22 | +4   |
| 14   | US OuakamP                     | 48  | 38 | 11 | 15 | 12 | 27 | 27 | 0    |
| 15   | Stade de Mbour                 | 46  | 38 | 10 | 16 | 12 | 24 | 29 | -5   |
| 16   | ASC SaloumP                    | 46  | 38 | 12 | 10 | 16 | 29 | 36 | -7   |
| 17   | ASC Linguère                   | 45  | 38 | 11 | 12 | 15 | 19 | 26 | -7   |
| 18   | ASC KhomboleP                  | 30  | 38 | 8  | 6  | 24 | 17 | 50 | -33  |
| 19   | AS Police                      | 28  | 38 | 4  | 16 | 18 | 19 | 46 | -27  |
| 20   | ASFA Dakar                     | 18  | 38 | 3  | 9  | 26 | 11 | 56 | -45  |

|  | Qualification pour la Ligue des champions de la CAF 2005                         |
|  | Qualification pour la Coupe de la confédération 2005                             |
|  | Relégation directe en Division 2                                                 |
|  | T : Tenant du titre C : Vainqueur de la Coupe du Sénégal P : Promu de Division 2 |

## Bilan de la saison
| Championnat du Sénégal de football 2003-2004 |                              |
| Champion                                     | ASC Diaraf (10e titre)       |
| Coupes et trophées                           |                              |
| Vainqueur de la Coupe du Sénégal 2003-2004   | AS Douanes                   |
| Qualifications continentales                 |                              |
| Ligue des champions de la CAF 2005           | ASC Diaraf                   |
| Ligue des champions de la CAF 2005           | AS Douanes                   |
| Coupe de la confédération 2005               | ASEC Ndiambour               |
| Coupe de la confédération 2005               | Dakar Université Club        |
| Promotions et relégations                    |                              |
| Promus en Division 1                         | ETICS Mboro                  |
| Promus en Division 1                         | Renaissance sportive de Yoff |
| Relégués en Division 2                       | ASC Linguère                 |
| Relégués en Division 2                       | ASC Khombole                 |
| Relégués en Division 2                       | AS Police                    |
| Relégués en Division 2                       | ASFA Dakar                   |